# J·P·摩根公司
J·P·摩根公司（英語：J.P. Morgan & Co.）是由约翰·皮尔庞特·摩根（缩写：J·P·摩根）于1871年在美国纽约市成立的投资与商业银行机构。J·P·摩根公司是现在全球三大银行机构的前身：摩根大通、摩根士丹利和德意志银行（前身摩根·格伦费尔公司）；并参与德崇证券的成立。经过一系列的并购和收购，该公司现在是世界上最大的银行机构之一摩根大通的子公司。该公司有时被称为“摩根财团（House of Morgan）”或简称为“摩根（Morgan）”
其前身为J·P·摩根的父亲，朱尼厄斯·斯宾塞·摩根，成立的J·S·摩根公司。“J·P·摩根公司”这个名称现在被用作摩根大通旗下投资银行业务的品牌名。

## 公司历史

### 早期经历

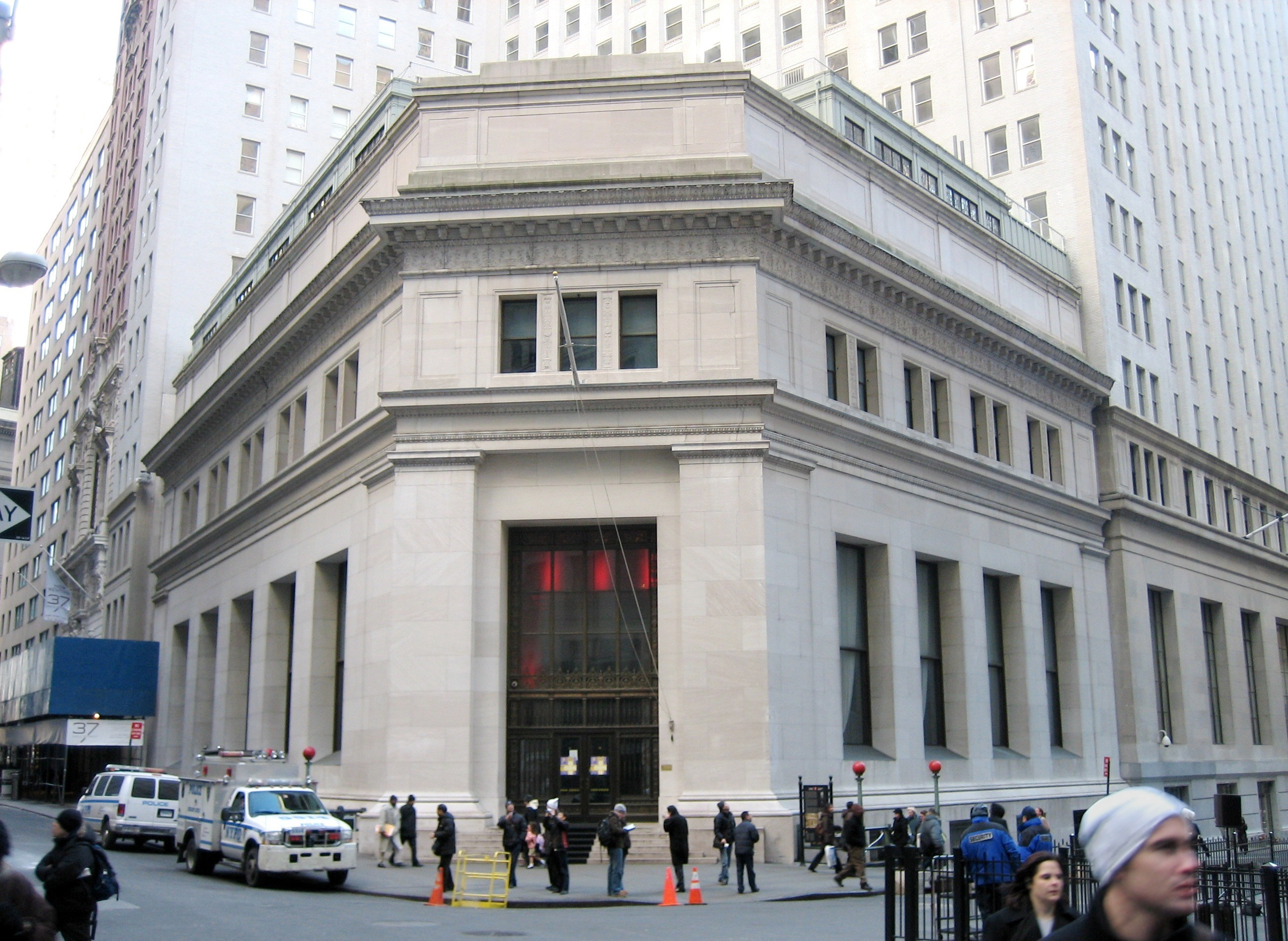
前摩根公司总部（华尔街23号）

J·P·摩根公司的起源可以追溯到1854年。当时，朱尼厄斯·斯宾塞·摩根加入由乔治·皮博迪领导的以伦敦为根据地的商人银行公司——乔治·皮博迪公司（后来发展成为皮博迪·摩根公司）。1864年，在乔治·皮博迪退休之后，朱尼厄斯·斯宾塞·摩根接手公司，并将公司名称改为J·S·摩根公司。
朱尼厄斯·斯宾塞·摩根的儿子，J·P·摩根，最初在纽约市的邓肯·谢尔曼公司担任学徒，之后在1864年，他与自己的堂兄弟创建皮尔庞特·摩根公司。皮尔庞特·摩根公司主要从事政府债券及外汇交易；同时它还是乔治·皮博迪在美国的代理商。但是，朱尼厄斯·斯宾塞·摩根认为皮尔庞特·摩根公司的某些业务具有高投机性。因此，J·P·摩根找来查尔斯·H·达布尼（J·P·摩根小时候被送到亚速尔群岛时建立的联系）作为高级合伙人，公司首先被称为达布尼·摩根公司（1864年开始），之后是德雷克塞尔·摩根公司（1871年）。在这些公司中，J·P·摩根利用他与乔治·皮博迪的关系，将英国的金融资本与迅速发展的美国工业公司（如铁路）结合起来，这些公司需要金融资本。德雷克塞尔·摩根公司的德雷克塞尔是费城银行家安东尼·约瑟夫·德雷克塞尔，即现在德雷克塞尔大学的创始人。

### 摩根财团
1890年，朱尼厄斯·斯宾塞·摩根去世后，其儿子，J·P·摩根，接替他在J·S·摩根公司的位置。德雷克塞尔去世后，德雷克塞尔·摩根公司于1895年重组，成为J·P·摩根公司。J·P·摩根公司资助美国钢铁公司的成立，该公司将安德鲁·卡内基和其他公司的业务进行接管，成为世界上第一个10亿美元的公司。1895年，它向美国政府提供6200万美元的黄金，以浮动发行债券，恢复1亿美元的国库盈余。1892年，该公司开始为纽约·纽黑文·哈特福德铁路公司提供资金，并领导其进行一系列的收购，使其成为新英格兰地区的主导铁路运输商。

## 历任高管
自1871年成立以来，约翰·皮尔庞特·摩根在他于1913年逝世之前一直被认为是摩根公司的最高管理者，尽管他只是“高级合伙人”的头衔。1942年，摩根公司改组为股份制公司以后，小约翰·皮尔庞特·摩根出任首任董事长与首席执行官。在摩根公司与大通曼哈顿银行合并成摩根大通之前，摩根公司共经历了10位首席执行官的领导。
| 姓名                       | 履职时间       |
| -------------------------- | -------------- |
| 小约翰·皮尔庞特·摩根       | 1942年－1943年 |
| 小托拉斯·威廉·拉蒙特       | 1943年－1948年 |
| 拉塞尔·康奈尔·莱菲格威尔   | 1948年－1950年 |
| 乔治·惠特尼（George Whitney）            | 1950年－1955年 |
| 亨利·亚历山大（Henry C. Alexander）          | 1955年－1965年 |
| 小托马斯·盖茨              | 1965年－1969年 |
| 小约翰·梅耶（John Meyer Jr.）            | 1969年－1971年 |
| 埃尔莫尔·彼得森（Ellmore C. Patterson）        | 1971年－1978年 |
| 小沃尔特・海因斯・佩奇（Walter Hines Page Jr.） | 1978年－1980年 |
| 刘易斯·汤普森·普雷斯顿     | 1980年－1988年 |
| 丹尼斯·韦瑟斯通            | 1988年－1994年 |
| 道格拉斯·华纳三世          | 1994年－2001年 |

### 文献
- Vincent P. Carosso; Rose C. Carosso. . Harvard University Press. 1987  [2020-06-15]. ISBN 9780674587298. （原始内容存档于2020-06-29）.
- Vincent P. Carosso. . Harvard University Press. 1979  [2020-06-15]. （原始内容存档于2020-09-23）.
- Ron Chernow. . Grove/Atlantic, Inc. 2010  [2020-06-15]. ISBN 9780802198136. （原始内容存档于2019-12-29）.
  - Ron Chernow; 金立群(译).  第2版. 中国财政经济出版社. 2003  [2020-06-15]. ISBN 9787500560074. （原始内容存档于2020-06-29）.
- Steve Fraser. . HarperCollins. 2005  [2020-06-15]. ISBN 9780066620480. （原始内容存档于2020-06-17）.
- Charles R. Geisst. . Oxford University Press. 2004  [2020-06-15]. ISBN 9780195170603. （原始内容存档于2020-06-17）.
- John Moody. . Yale University Press. 1921.
- Charles R. Morris. . Henry Holt and Company. 2006  [2020-06-15]. ISBN 9780805081343. （原始内容存档于2020-09-14）.
- Susie J. Pak. . Harvard University Press: The World of J.P. Morgan. 2013. ISBN 9780674075597.
- Jean Strouse. . Random House Publishing Group. 2014  [2020-06-15]. ISBN 9780812987041. （原始内容存档于2020-06-17）.